# سمكة المهرج صفراء الزعنفة
سمكة المهرج صفراء الزعنفة (الإسم العلمي:Amphiprion polymnus)، هو نوع من الأسماك يتبع جنس سمكة المهرج من فصيلة البوماسنتريدي.

## معرض صور

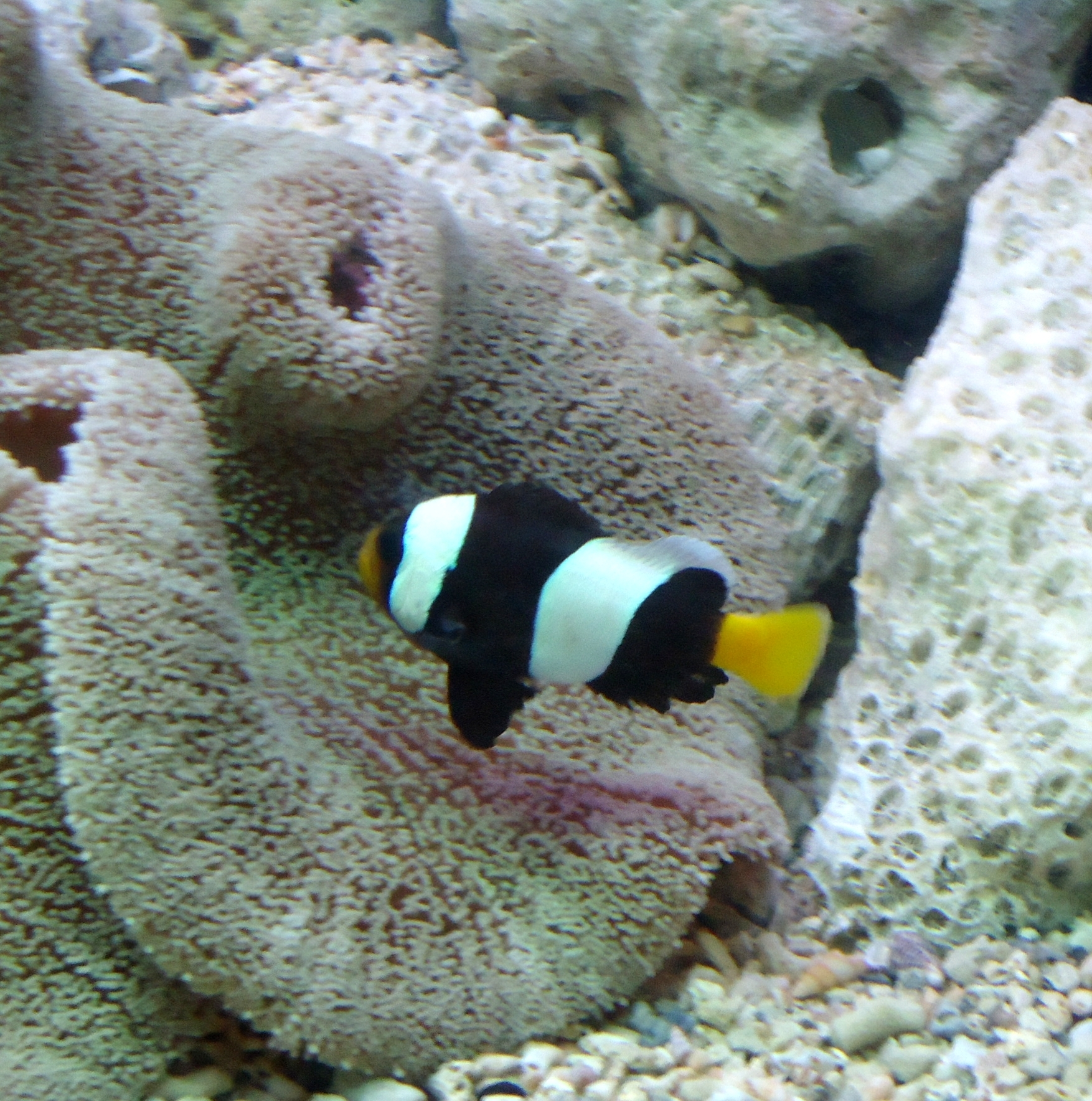
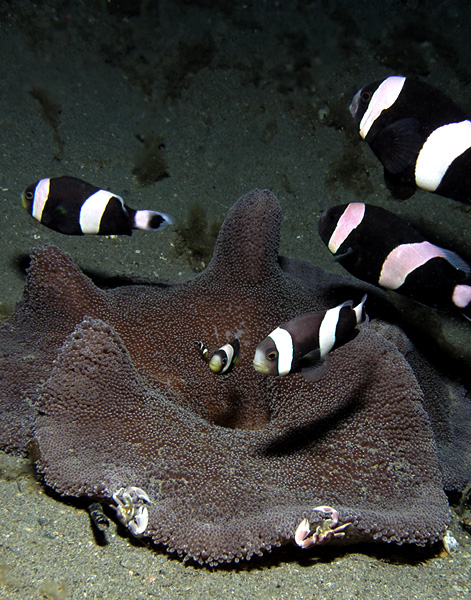
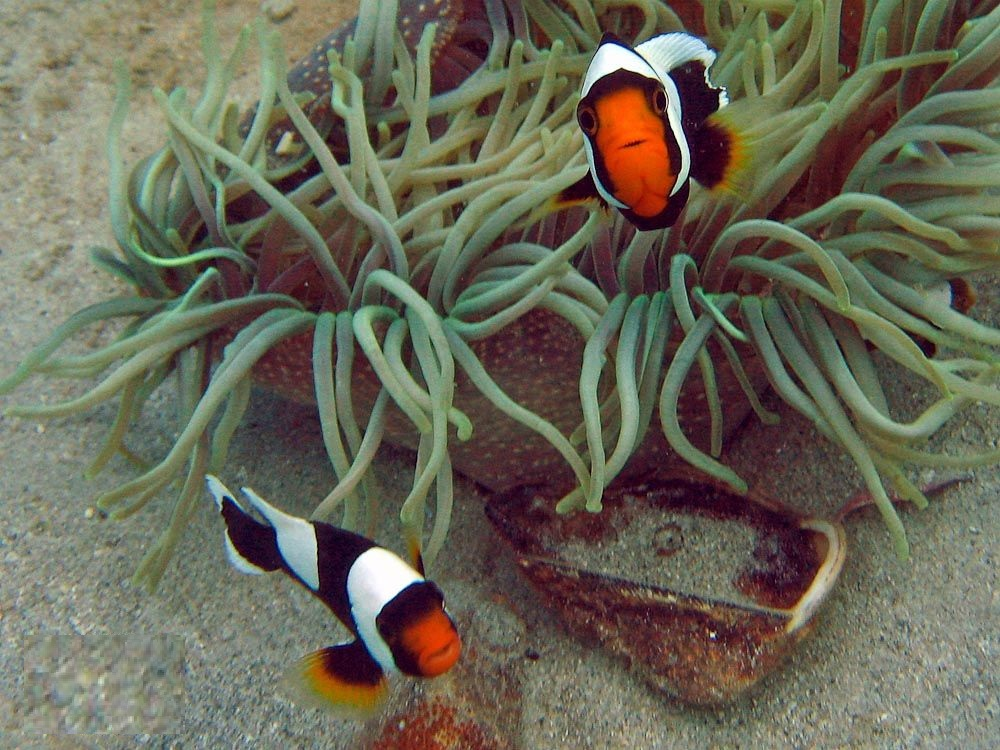
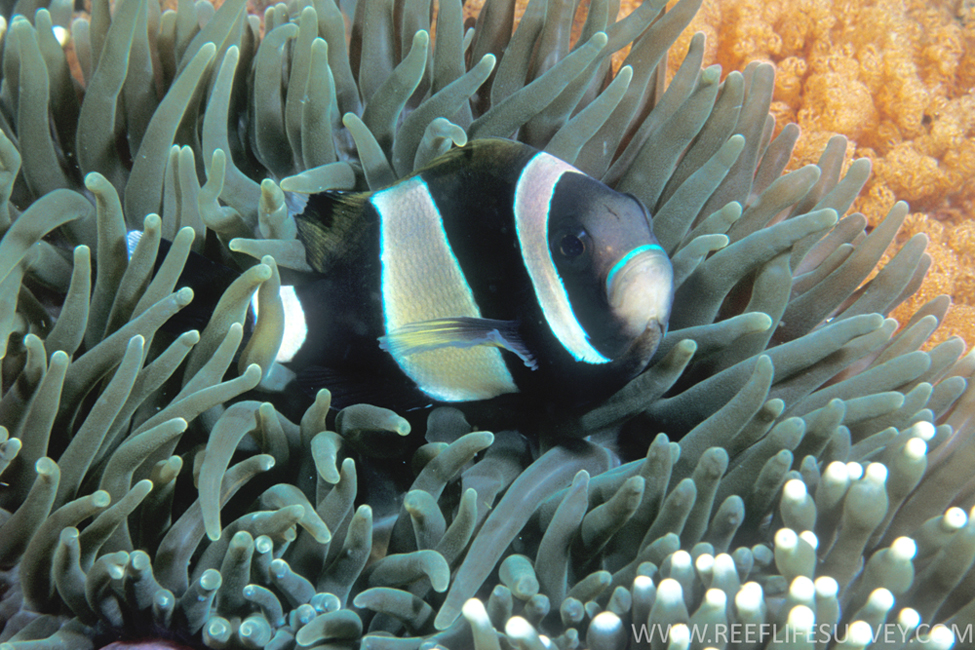